# Faustowo (obwód kurski)
Faustowo (ros. Фаустово) – wieś (ros. деревня, trb. dieriewnia) w zachodniej Rosji, w sielsowiecie kostielcewskim rejonu kurczatowskiego w obwodzie kurskim.

## Geografia
Miejscowość położona jest w dorzeczu Łomny, 12,5 km od centrum administracyjnego sielsowietu kostielcewskiego (Kostielcewo), 12,5 km od centrum administracyjnego rejonu (Kurczatow), 33 km od Kurska.
W granicach miejscowości znajduje się 8 posesji.

## Demografia
W 2010 r. miejscowość zamieszkiwało 5 osób.

## Atrakcje wsi
- Zbiorowisko leśne[2]